# Peter Tutein
 (novembre 2018).
Peter Tutein, né le 11 octobre 1726 à Mannheim et mort le 7 décembre 1799 à Copenhague, est une personnalité danoise du monde des affaires.

## Biographie
Peter Tutein naît le 11 octobre 1726 à Mannheim. Il a cinq enfants.
Il meurt le 7 décembre 1799 à Copenhague.